# Berliner Bäder-Betriebe
Die Berliner Bäder-Betriebe (BBB) sind der größte kommunale Bäderbetreiber Europas. Insgesamt unterstehen den BBB 67 Bäder. Sie verwalten 38 Schwimmhallen, fünf Kombibäder (Hallen- und Sommerbad) für den öffentlichen Badebetrieb, weitere sieben nichtöffentliche Schwimmeinrichtungen für den Schul- und Vereinsbetrieb sowie 29 Frei- und Sommerbäder. Letztere sind neun Bäder an private Betreiber verpachtet. Zudem gehören den Berliner Bäder-Betrieben 22 Saunen, von denen drei verpachtet sind. Im Jahr 2023 verzeichneten die Einrichtungen der BBB insgesamt 5,7 Millionen Besucher, davon 3,6 Millionen im öffentlichen und 2,1 Millionen im nicht öffentlichen Badebetrieb.

## Geschichte
Die Berliner Bäder-Betriebe wurden 1996 als Anstalt des öffentlichen Rechts gegründet. Sie übernahmen die Trägerschaft der Bäder von den bis dahin zuständigen Berliner Bezirken. Die finanzielle Ausstattung des Zuschussbetriebs geht seither kontinuierlich zurück. Während die Bezirke 1995 für ihre Bäder noch rund 79 Millionen Euro erhielten, reduzierte das Land Berlin im Jahr 2000 den Zuschuss auf 55,8 Millionen Euro und im Jahr 2006 auf 37,3 Millionen Euro. In den Jahren 2001 und 2002 mussten deshalb elf Bäder geschlossen werden. Im Jahr 2002 wurden die Eintrittspreise erhöht und Ermäßigungen reduziert. 2014 sind die Preise erneut angehoben worden. 2024 sind die Preise für Sauna und Kurse erhöht worden.
In den Erhalt oder gar die technische Erneuerung der Schwimmhallen wurde so gut wie gar nicht investiert, es besteht ein hoher Sanierungsstau. Dieser wird im Frühjahr 2019 mit rund 230 Millionen Euro beziffert. Deshalb musste 2018 die Schwimmhalle Holzmarktstraße für immer schließen. Der Fortbestand weiterer Schwimmhallen ist gefährdet.
Seit Anfang Juni 2024 ist die Nutzung einiger Bäder nur noch mit einem Onlineticket möglich.

## Nutzung
Die Schwimmanlagen der BBB sind Orte des Schwimmenlernens, des Breiten- und Leistungssports, des Gesundheits- und Rehabilitationssports und Naherholungsorte für die Bevölkerung.

## Betrieb
Der nichtöffentliche Badebetrieb für das Schul- und Vereinsschwimmen hat einen Anteil von rund 50 Prozent des gesamten Badebetriebs.

### Sanierung und Modernisierung
2018 erhielten die Bäder-Betriebe vom Senat eine Kapitalzusage, sodass ab 2019 drei dringende Investitionen begonnen werden konnten: Seit Juni 2019 konnten Sanierungsarbeiten im Stadtbad Tiergarten und im Paracelsusbad beginnen, Anfang 2020 wurde das Spreewaldbad im Ortsteil Kreuzberg für zwei Jahre zwecks Komplettsanierung geschlossen. Bereits im Sommer 2018 wurden Schüler mit Bussen zu Schwimmhallen in Tempelhof und Schöneberg gebracht. Kleinere Baumaßnahmen erfolgen im Jahr 2019 auch in anderen Bädern, ohne dass diese dafür geschlossen werden mussten.

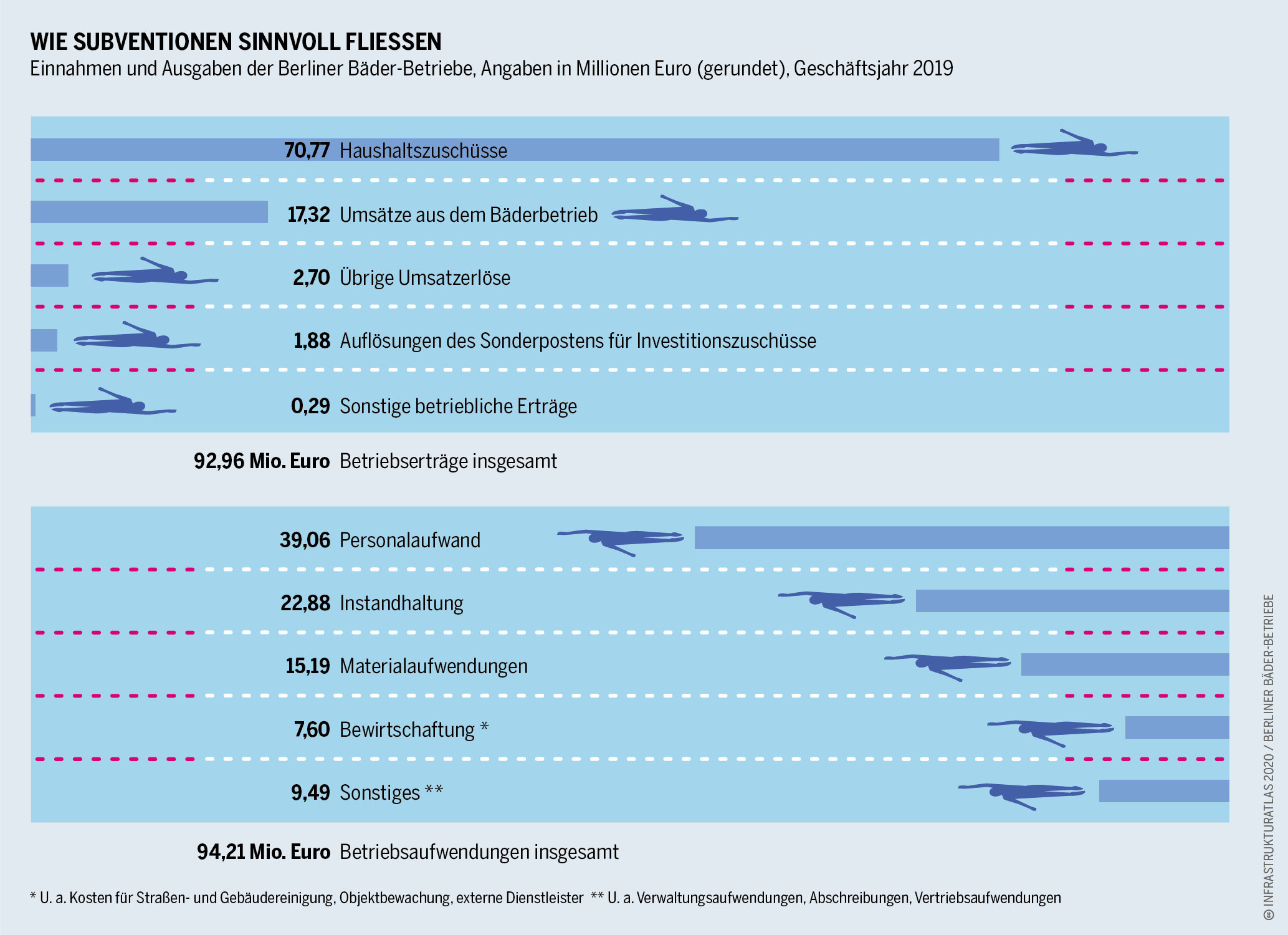
Die Einnahmen und Ausgaben der Berliner Bäder-Betriebe 2019 nach Positionen
^{Quelle: Infrastrukturatlas 2020}

Das Sanierungsprogramm sollte bis Ende 2021 dauern. Im Einzelnen handelt es sich um folgende Maßnahmen (Auswahl der Objekte, die mehr als eine Million Euro kosten):
- Tiergarten: Grundinstandsetzung und Bau eines Außenbeckens; Beginn der Arbeiten: Juni 2019; Kosten: 12,1 Millionen Euro
- Paracelsus in Reinickendorf: umfassende Instandsetzung; Dauer der Arbeiten: voraussichtlich von Juni 2019 bis Juni 2021;[veraltet] Kosten: ca. 8 Millionen Euro
- Wellenbad am Spreewaldplatz in Kreuzberg: Grundinstandsetzung und barrierefreier Ausbau; Dauer der Arbeiten: voraussichtlich von Anfang 2020 bis Sommer 2022;[veraltet] Kosten: ca. 15 Millionen Euro
- Schwimmhalle Marzahn am Helene-Weigel-Platz: Einbau eines Edelstahlbeckens; Dauer der Arbeiten: Mai bis November 2019;[veraltet] Kosten: 2 Millionen Euro
- Stadtbad Schöneberg: Austausch Lüftungsanlagen, Beseitigung von Fliesenschäden, Wiederaufbau der Sauna; Dauer der Arbeiten: Juni bis November 2019;[veraltet] Kosten: rund 3,5 Millionen Euro
- Schwimmhalle Buch: umfassende Modernisierung der Wasseranlagen und des Gebäudes, Erweiterung der Sauna; Wiedereröffnet: Januar 2020;[8] Kosten: 6,2 Millionen Euro
- SSE, Prenzlauer Berg: Abschluss Sanierung Wettkampfbecken bis Juni 2019;[veraltet] Kosten: 1,2 Millionen Euro
- Schaffung von Zwischenlösungen für das Prinzenbad (Bau einer Interims-Schwimmhalle) und für das Kombibad Seestraße (Errichtung einer Traglufthalle über zwei Außenbecken im Dezember 2019)[veraltet]

### Beteiligungen
Die Berliner Bäder-Betriebe sind über ihre Tochter BBB Infrastruktur GmbH & Co. KG mittelbar an der Gesellschaft PD – Berater der öffentlichen Hand beteiligt.

## Freibäder und Schwimmhallen
- Schwimmhalle Baumschulenweg
- Stadtbad Charlottenburg, Alte Halle (Architekt Paul Bratring)
- Stadtbad Charlottenburg, Neue Halle
- Schwimmhalle Hüttenweg, Dahlem
- Schwimmhalle Anton-Saefkow-Platz, Fennpfuhl; DDR-Typenbau aus den 1970er Jahren
- Schwimmhalle Sewanstraße, Friedrichsfelde
- Kombibad Gropiusstadt (Halle und Freibad)
- Schwimmhalle Allende-Viertel, Köpenick
- Seebad Wendenschloss, Köpenick
- Stadtbad Lankwitz
- Schwimmhalle Finckensteinallee, Lichterfelde
- Schwimmhalle Helene-Weigel-Platz Helmut Behrendt, Marzahn
- Schwimmhalle Fischerinsel, Mitte
- Stadtbad Mitte James Simon in der Gartenstraße
- Stadtbad Neukölln
- Kleine Schwimmhalle Wuhlheide, Oberschöneweide
- Schwimmhalle Ernst-Thälmann-Park, Prenzlauer Berg
- Schwimm- und Sprunghalle im Europasportpark (SSE), Prenzlauer Berg
- Stadtbad Oderberger Straße, Prenzlauer Berg
- Paracelsus-Bad, Reinickendorf
- Sport- und Lehrschwimmhalle Schöneberg am Sachsendamm
- Stadtbad Schöneberg Hans Rosenthal an der Hauptstraße
- Kombibad Spandau-Süd (Halle und Freibad)
- Freibad Tegeler See
- Stadtbad Tiergarten
- Strandbad Wannsee
- Kombibad Seestraße, Wedding

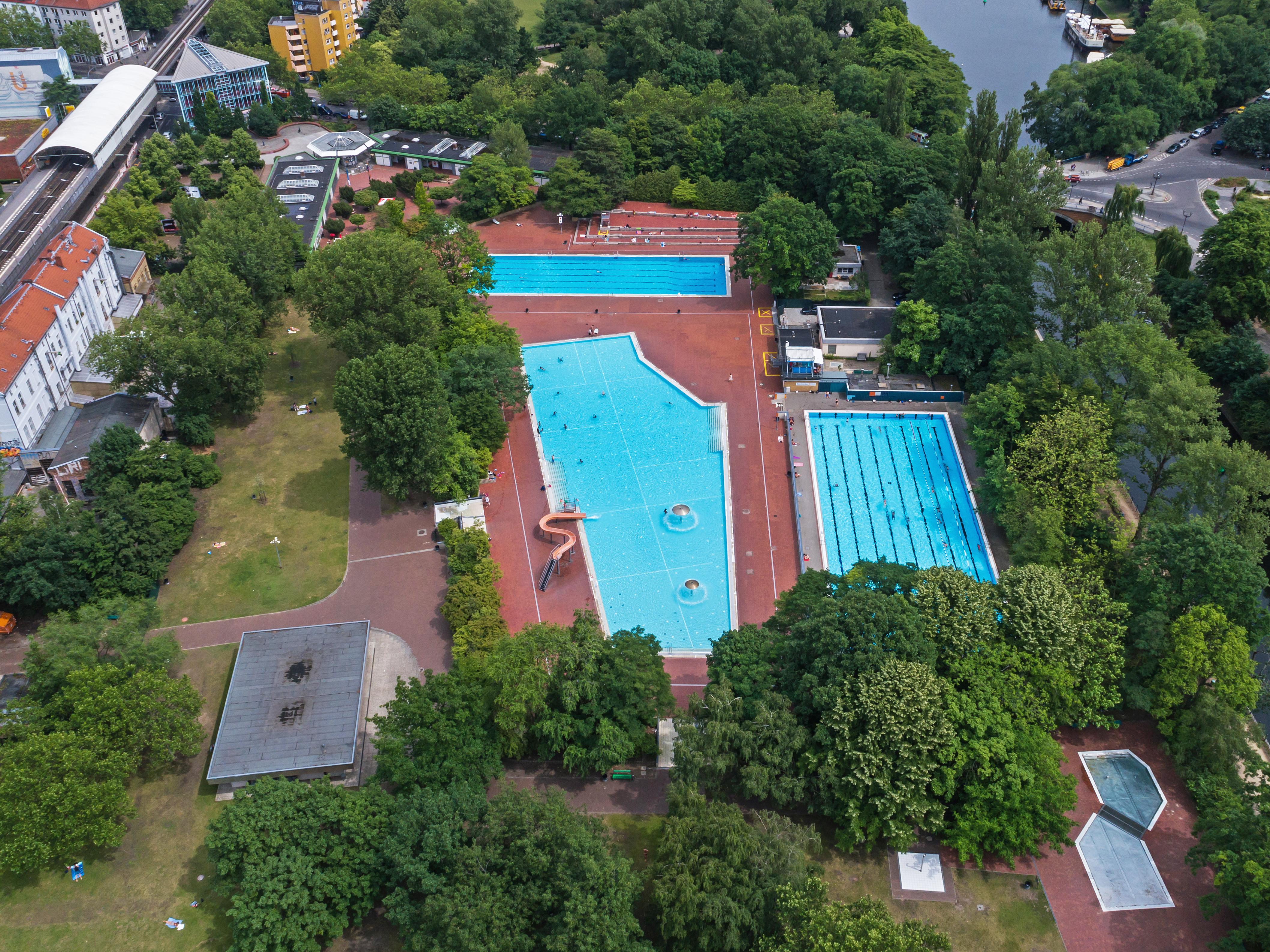
Prinzenbad in Kreuzberg
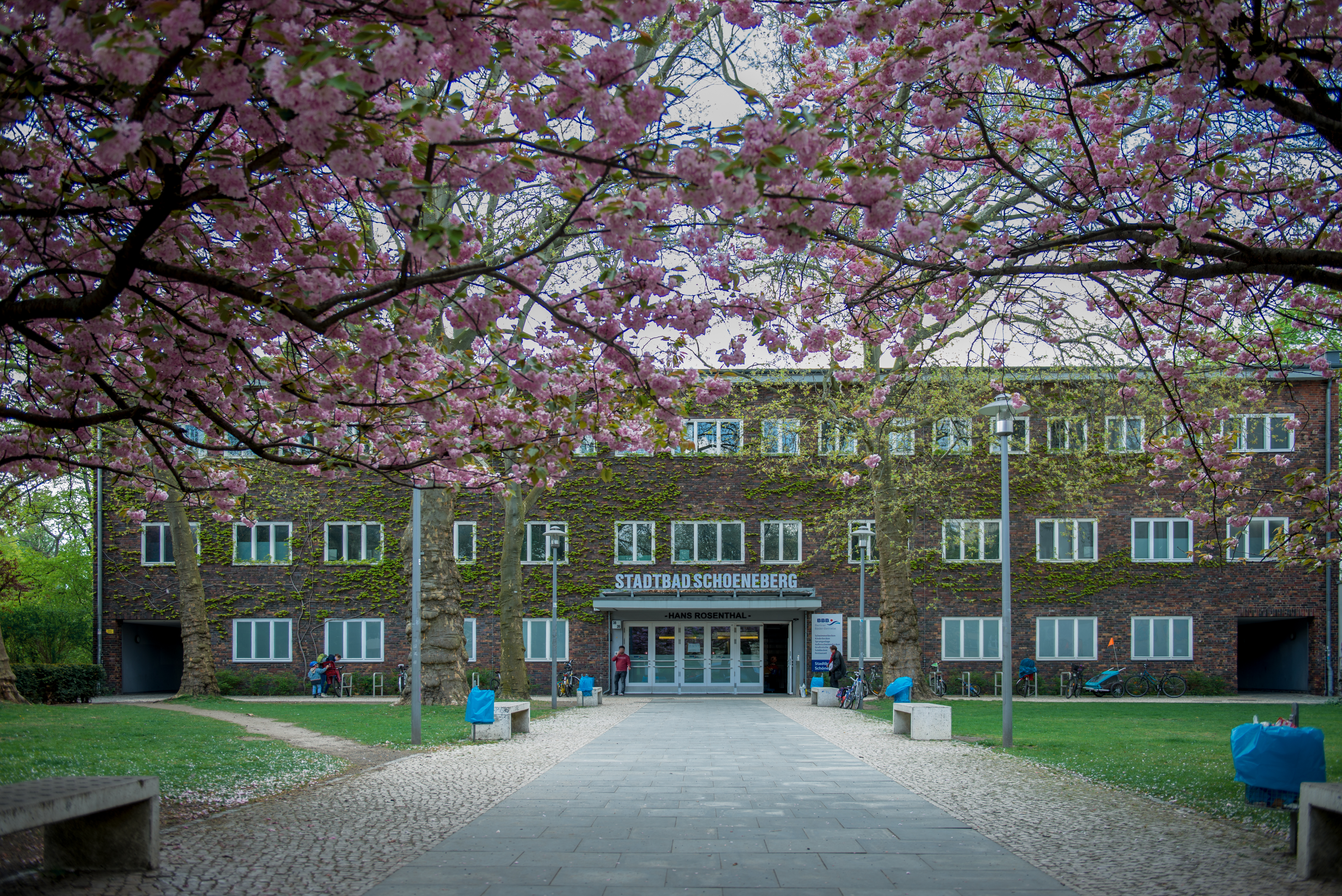
Stadtbad Schöneberg Hans Rosenthal
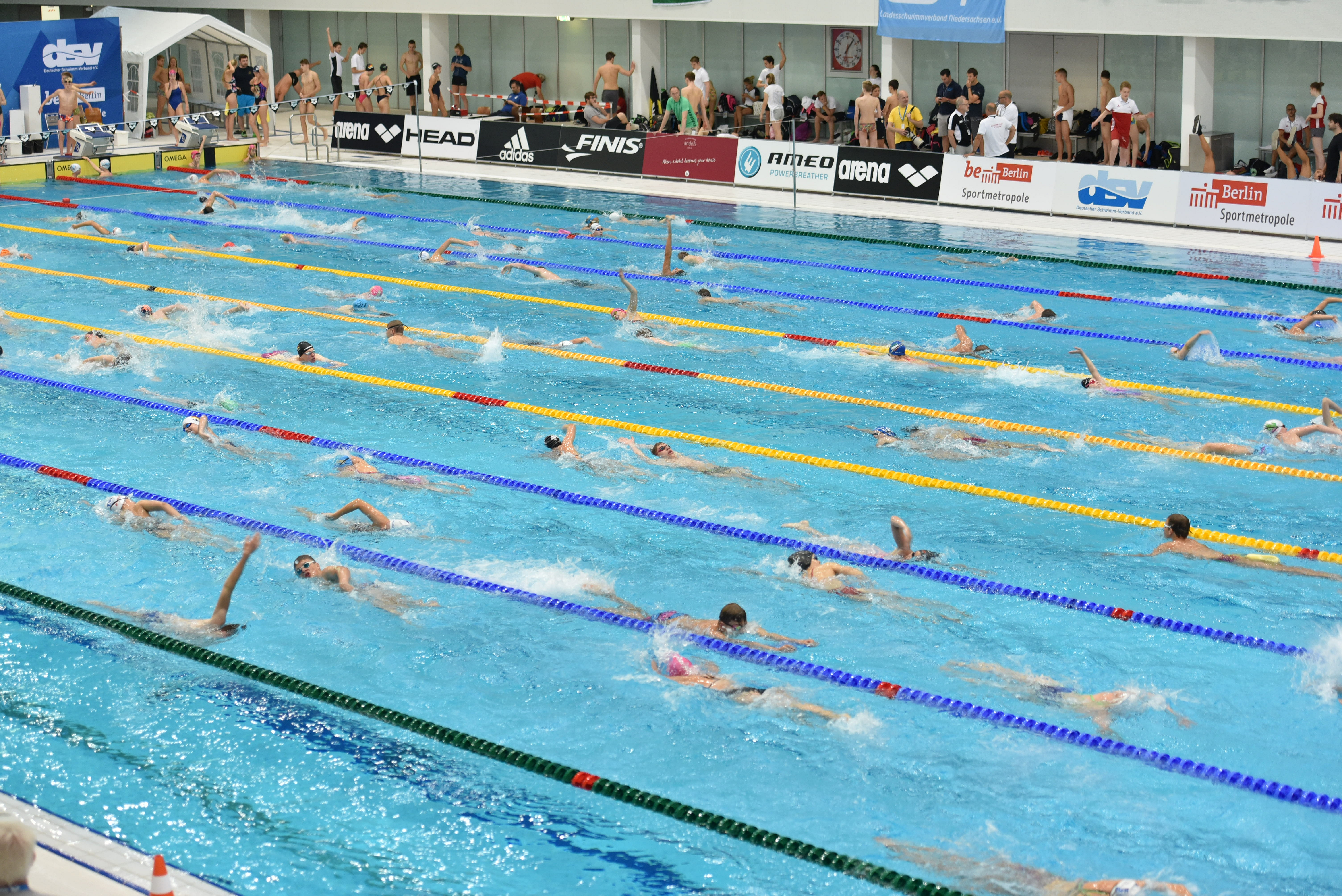
Schwimm- und Sprunghalle im Europasportpark
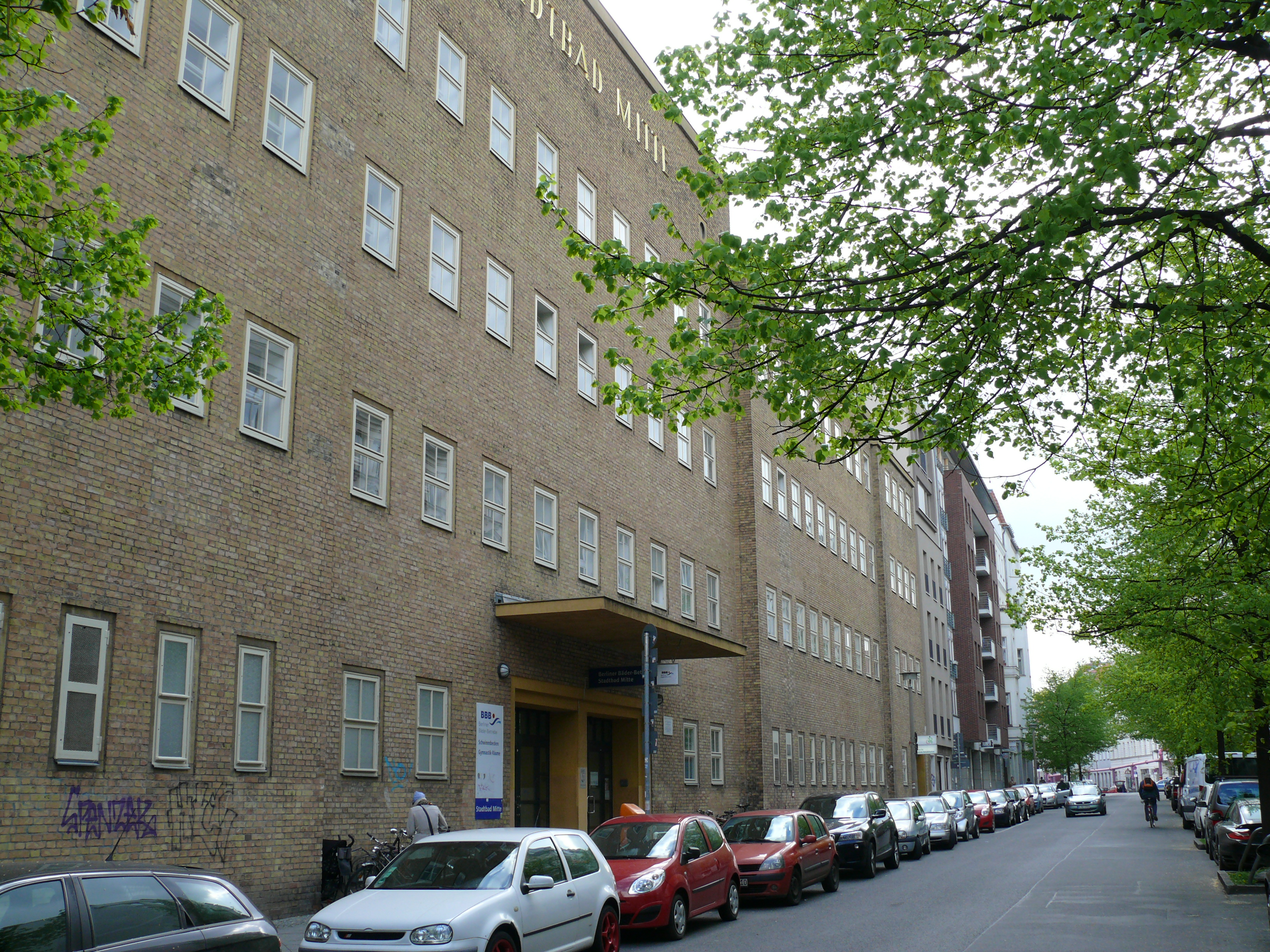
Stadtbad Mitte James Simon
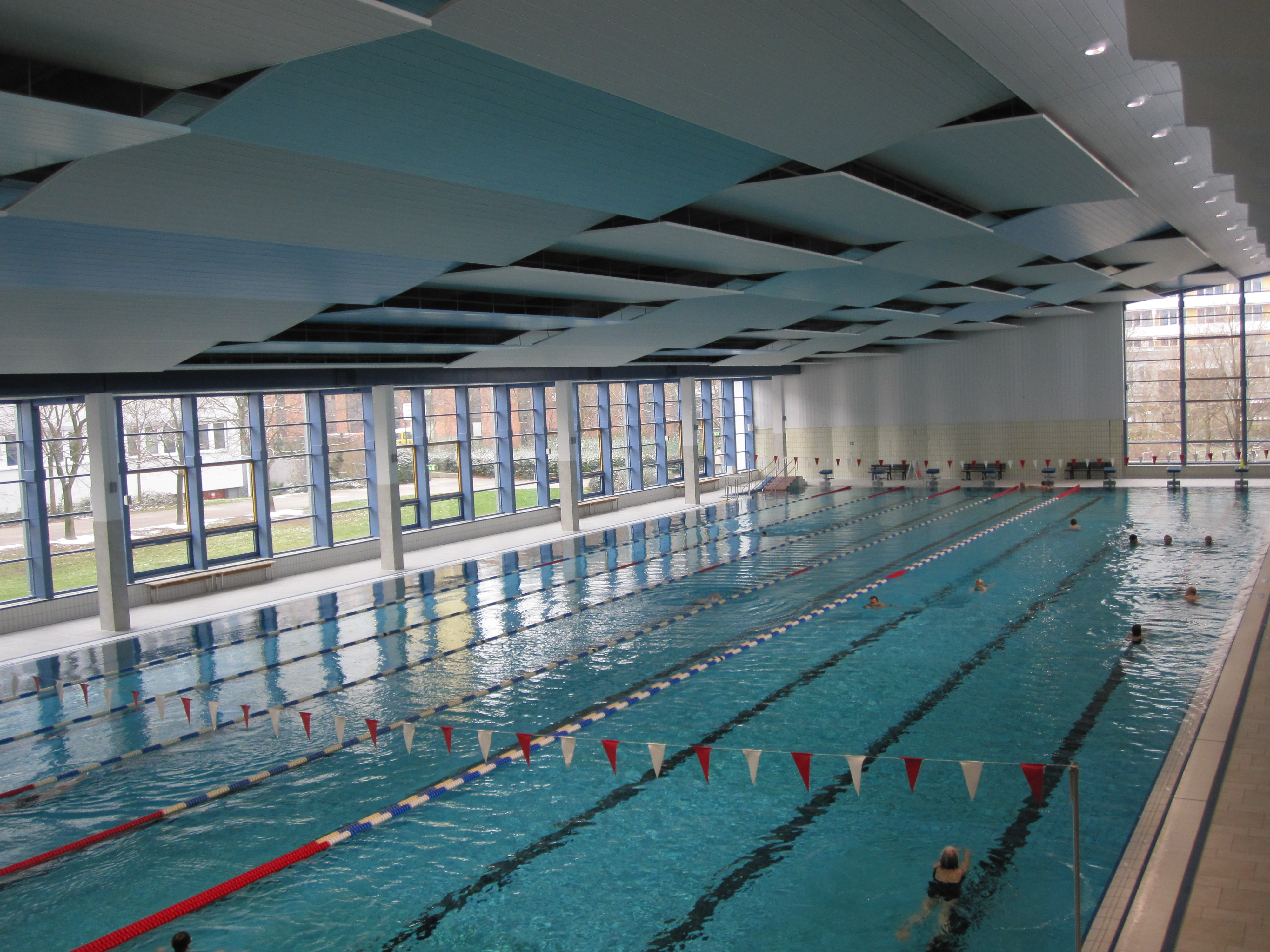
Schwimmhalle Helene-Weigel-Platz Helmut Behrendt